# デマ (超自然的存在)
デマはニューギニア南部、マリンド・アニム族の神話における超自然的存在としての、人間の祖先もしくは精霊を指す。デーマとも。
部分集団としての氏族はそれぞれ固有のデマの伝承と儀式を持つ。ゲブという名のデマが犯され、その頭からバナナが発生する伝承、ヤウィという名のデマが殺され（儀礼的殺害）、その死体からココヤシが発生する伝承などがあり、これらの伝承を再現する一連の儀式がある。
デマは人間の起源ともされる。伝承では、デマたちは地上を鏡に写したような地下の世界に住んでいた。ある時、地上の犬が穴を掘ると、そこを通ってデマたちが何人か地上に出て来て、やがて人間の祖先となった。

## デマ神
民族学者アドルフ・エレガート・イェンゼンは1951年の著書『未開民族における神話と祭儀』でマリンド・アニム族の伝承をヒントに、初期栽培民の「デマ神」を論じた。イェンゼンは、自ら死んで人間に作物を与える神の類型を「デマ神」（ドイツ語: Dema-Gottheit）と呼ぶことを提唱し、この構造を持つ神話をハイヌウェレ型神話と呼んだ。イェンゼンはマリンド・アニム族のヤウィの他、南アメリカのウィトト族のモマやフシアニムイなどを例として挙げた。